# 岩田孝三
岩田 孝三（いわた こうぞう、1907年1月30日-1994年2月21日）は、日本の地理学者。専門は地政学。

## 略歴
新潟市出身。本籍は埼玉県浦和市。1930年東京高等師範学校文科第一部卒業、1933年東京文理科大学地理学科卒業。1934年同大学院退学、第二東京市立中学校（現東京都立上野高等学校）教諭、1936年陸軍経理学校教授、1937年陸軍教授。1945年敗戦により解雇、1951年東京学芸大学教授。1952年「わが国、国界、藩界についての政治地理学的研究」で東北大学理学博士（主査 富田芳郎教授）。1970年東京学芸大学定年退官、名誉教授、国士舘大学文学部地理学専攻教授。

## 著書
- 『国境政治地理』東学社 1938
- 『地政学』朝日新聞社 1942
- 『国防地政学』帝国書院 1943
- 『境界政治地理学 わが国,国界藩界に就いての政治地理学的研究』帝国書院 1953
- 『政治地理』帝国書院 1958
- 『関址と藩界 その歴史地理的解明』校倉書房 1962
- 『国境の地政学 国際紛争の原点』日本工業新聞社 1982

### 共編
- 『世界地理 新観』花井重次共編 研数書院 1954
- 『観光地理研究』編著 明玄書房 1968
- 『帝国書院最新基本地図 世界・日本』帝国書院編集部編 監修 帝国書院,1976

### 翻訳
- ロッシング・バック編『支那土地利用地図集成』東学社 1938
- ワルター・パール『資源戦争』誠文堂新光社 1941

## 論文
- 岩田孝三「ポーランド・コリドールの政治地理的考察」『地理学評論』第7巻第11号、日本地理学会、1931年、970-985頁、doi:10.4157/grj.7.970、ISSN 0016-7444、NAID 130003568032。
- 岩田孝三「関東地方の観光地理」『新地理』第4巻3・4・5、帝国書院、1950年5月、21-29頁、NAID 40001924717。
- 岩田孝三「第二次大戦後の欧米の政治地理学」『新地理』第2巻第1号、日本地理教育学会、1953年、54-58頁、doi:10.5996/newgeo.2.54、ISSN 0559-8362、NAID 130003703547。
- 岩田孝三「系統的地理学習について」『新地理』第4巻第2号、日本地理教育学会、1955年、3-12頁、doi:10.5996/newgeo.4.3、ISSN 0559-8362、NAID 130003703810。
- 岩田孝三「政治地理学の新らしい問題」『人文地理』第8巻第3号、人文地理学会、1956年、165-175,242、doi:10.4200/jjhg1948.8.165、ISSN 0018-7216、NAID 130000994565。
- 岩田孝三「ブラジルの地理的瞥見」『地學雜誌』第66巻第1号、東京地学協会、1957年、36-41頁、doi:10.5026/jgeography.66.36、ISSN 0022-135X、NAID 130000792419。
- 岩田孝三「学芸地理第九号発刊に寄せて」『学芸地理』第9号、東京学芸大学地理学会、1958年3月、1-1頁、ISSN 0911-2693、NAID 120007045081。
- 岩田孝三「スピッツベルゲン島をたずねて」『地理』第6巻第3号、古今書院、1961年3月、ISSN 05779308、NAID 40002440189。
- 岩田孝三「政治地理学と国際関係」『新地理』第13巻第1号、日本地理教育学会、1965年、1-8頁、doi:10.5996/newgeo.13.1、ISSN 0559-8362、NAID 130003703426。
- 岩田孝三「退官にあたっての言葉」『学芸地理』第24号、東京学芸大学地理学会、1970年2月、6-7頁、ISSN 0911-2693、NAID 110008918891。